# Hucclecote

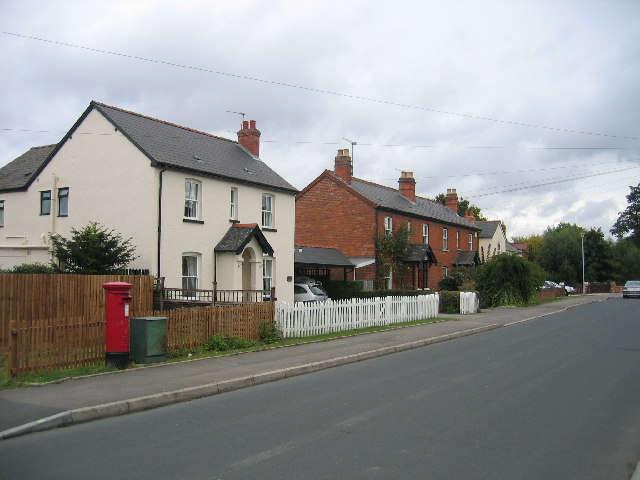
Calle en Hucclecote

Hucclecote es una localidad del condado de Gloucestershire en Inglaterra, situada a los márgenes de una antigua calzada romana que unía la ciudad de Gloucester (entonces Glevum) con Barnwood, Brockworth y Cirencester.
Hucclecote, que en la actualidad es considerado como un suburbio de Gloucester, fue antiguamente un pequeño pueblo que empezó a desarrollarse justo antes de la Segunda Guerra Mundial en 1939. Este desarrollo fue interrumpido durante la guerra y toda el área fue bombardeado por la Luftwaffe debido a las fábricas de aviones y otras industrias auxiliares de la zona que estaban originariamente en el municipio de Brockworth. Debido a la reestructuración de los distritos llevados a cabo después de la guerra, el aeródromo del que despegó por primera vez un caza de guerra a reacción para vuelos de pruebas, está actualmente ubicado en el término municipal de Hucclecote.
- Datos: Q9294659
- Multimedia: Hucclecote / Q9294659